# Braune Urameise
Die Braune Urameise (Ponera testacea) ist eine Ameise aus der Unterfamilie der Urameisen (Ponerinae).

## Merkmale
Diese Ameise wird oft mit einer ganz ähnlichen Art, der Schmalen Urameise (Ponera coarctata) verwechselt, mit der sie nahe verwandt ist. Die Braune Urameise ist ockergelb bis gelbbraun gefärbt und etwas kleiner und filigraner gebaut als ihre Schwesterart. Die Arbeiterinnen sind 2,5 bis 3 Millimeter lang, die Königin ist im Schnitt drei Millimeter lang, die Männchen etwas weniger.

## Verbreitung
Die Braune Urameise nutzt warme, vegetationsarme Orte und meidet schattige Plätze. Sie ist in ganz Mitteleuropa weit verbreitet, allerdings südlicher als P. coarctata und seltener als diese. Allgemein ist sie etwas wärmeliebender als ihre Schwesterart.

## Lebensweise
Im Verhalten ist sie nicht von ihrer Schwesterart zu unterscheiden. Die Nester werden unterirdisch angelegt. Gelegentlich werden vorbereitete Hohlräume genutzt, wie zum Beispiel Gänge von Regenwürmern oder anderen Tieren. Die Braune Urameise ernährt sich wie die meisten Urameisen ausschließlich zoophag. Als Beute dienen alle möglichen unter der Erdoberfläche lebenden Gliederfüßer und deren Entwicklungsstadien. Die Arbeiterinnen jagen meist unterirdisch oder in der Streuschicht.

## Systematik
Obwohl die Braune Urameise bereits 1895 erstmals beschrieben wurde, wurde sie dennoch ein Jahrhundert lang nur als Variation von Ponera coarctata betrachtet. Erst seit der Neubeschreibung durch Seifert und Csõsz 2003 besitzt sie Artstatus.

### Synonyme
Folgende Synonyme für Ponera testacea sind bekannt:
- Ponera coarctata var. testacea Emery